# مراد السودانی
مراد السودانی (انگلیسی: Morad Al-Soudani؛ زادهٔ ۲۸ اکتبر ۱۹۸۹) یک ورزشکار اهل عربستان سعودی است.
از باشگاه‌هایی که در آن بازی کرده‌است می‌توان به باشگاه فوتبال الاهلی عربستان سعودی، باشگاه فوتبال الرائد عربستان سعودی، باشگاه فوتبال الانصار عربستان سعودی، باشگاه فوتبال الفیصلی عربستان سعودی، و باشگاه فوتبال الوطنی عربستان سعودی اشاره کرد.